# ヤクブ・グレッキー
ヤクブ・グレッキー（ Jakub Gurecký 2005年10月8日 - 2022年2月7日）は、チェコのジュニアオートバイクレーサー。
所属チームはブルノサー・キットジュニアレース

## 来歴
ズリーンで生まれ、地元のグラマースクールでも学び、4歳の頃からオートバイクに乗った。
2015年にブルノのマサリク・サーキットのミニバイクアカデミーのランクでレースキャリアを開始し、その後ブルノサーキットジュニアレーシングチームに参戦し、ノーザンタレントカップ（KTMモーターサイクルで）を獲得した。彼は2022年版で権威ある国際レッドブル・ルーキーズカップに出場する7番目のチェコの競技者だったが、競技をする前に亡くなった。
2022年2月7日、スロバキアでの屋内訓練中に、固い障害物に衝突し、16歳で死亡した。